# قصبة رضوان
قصبة رضوان أو سقيفة رضوان هو بازار يقع جنوب باب زويلة في مدينة القاهرة، مصر. بناها الأمير رضوان بك الفقارى، في سنة 1060هـ /1650م.

## التسمية
سُميت بالقصبة تشبهها بالقصبة الهوائية، فمعناها ممر مثل القصبة الهوائية عند الإنسان، فالحارة أولها من باب المتولى وآخر شارع الداودية، يبدأ عند تقاطع شارعي تحت الربع والدرب الأحمر وآخر شارع الخيامية.